# Dafahat
Dafahat é uma cidade no distrito de Murshidabad, no estado indiano de Bengala Ocidental.

## Demografia
Segundo o censo de 2001, Dafahat tinha uma população de 11 323 habitantes. Os indivíduos do sexo masculino constituem 50% da população e os do sexo feminino 50%. Dafahat tem uma taxa de literacia de 36%, inferior à média nacional de 59,5%: a literacia no sexo masculino é de 44% e no sexo feminino é de 27%. Em Dafahat, 22% da população está abaixo dos 6 anos de idade.